# A2-es autópálya (Franciaország)
Az A2-es autópálya (franciául: Autoroute A2) egy autópálya Franciaországban Combles és a belga-francia határ között, miközben érinti Somme, Pas-de-Calais és Nord megyéket. Építését 1972-ban kezdték. Hossza 78 km.
Fenntartója a Société des Autoroutes du Nord et de l'Est de la France és a DIR Nord.

## Csomópontok
Az A2 az alábbi autópályákkal áll kapcsolatban (zárójelben a közigazgatási egység):
- A1-es autópálya (Combles)
- A26-os autópálya (Graincourt-lès-Havrincourt, Anneux)
- A21-es autópálya (Douchy-les-Mines)
- A23-as autópálya (La Sentinelle)